# Pomacentrus albolineatus
Pomacentrus albolineatus es una especie de peces de la familia Pomacentridae en el orden de los Perciformes.

## Hábitat
Es un pez de mar.